# Prymus i Donat
Prymus i Donat (zm. ok. 362) – diakoni, męczennicy chrześcijańscy i  święci Kościoła katolickiego. Zginęli w okresie panowania Juliana Apostaty (361-363).
Według przekazu św. Optata z Mileve (zm. przed 400) Prymus był synem Januarego, natomiast Donat synem Miry. Obaj stanęli w obronie ołtarza w kościele w Lemelle, kiedy donatyści chcieli zawładnąć kościołem i obaj zginęli z rąk napastników.
Ich wspomnienie liturgiczne obchodzone jest 9 lutego za Baroniuszem (zm. 1607).